# Charles Delporte (schermer)
Charles Jules Delporte (Elsene, 11 maart 1893 – Brussel, 9 oktober 1960) was een Belgisch schermer.

## Levensloop
Delporte nam driemaal deel aan de Olympische Spelen. Hij won een gouden medaille in de discipline degen individueel en een zilveren medaille met het Belgisch team op de Zomerspelen van 1924 in Parijs.
Ook behaalde hij met het Belgisch team goud op het wereldkampioenschap van 1930 te Luik in de discipline 'degen'.
1900: Ramón Fonst ·
1904: Ramón Fonst ·
1908: Gaston Alibert ·
1912: Paul Anspach ·
1920: Armand Massard ·
1924: Charles Delporte ·
1928: Lucien Gaudin ·
1932: Giancarlo Cornaggia-Medici ·
1936: Franco Riccardi ·
1948: Gino Cantone ·
1952: Edoardo Mangiarotti ·
1956: Carlo Pavesi ·
1960: Giuseppe Delfino ·
1964: Grigori Kriss ·
1968: Győző Kulcsár ·
1972: Csaba Fenyvesi ·
1976: Alexander Pusch ·
1980: Johan Harmenberg ·
1984: Philippe Boisse ·
1988: Arnd Schmitt ·
1992: Éric Srecki ·
1996: Aleksandr Beketov ·
2000: Pavel Kolobkov ·
2004: Marcel Fischer ·
2008: Matteo Tagliariol · 
2012: Rubén Limardo · 
2016: Park Sang-young · 
2020: Romain Cannone · 
2024: Koki Kano